# Mistrovství světa v zápasu ve volném stylu 1967
Mistrovství světa v zápasu ve volném stylu 1967 se uskutečnilo v Novém Dillí, Indie.

## Přehled medailí

### Volný styl
| Kategorie  | Zlato            | Stříbro            | Bronz              |
| ---------- | ---------------- | ------------------ | ------------------ |
| do 52 kg   | Shigeo Nakata    | Rick Sanders       | Oh Jung-yong       |
| do 57 kg   | Ali Alijev       | Bishamber Singh    | Aboutaleb Talebi   |
| do 63 kg   | Masaaki Kaneko   | Yelkan Tedeyev     | Michael Young      |
| do 70 kg   | Abdollah Movahed | Zarbeg Beriashvili | Enyu Valchev       |
| do 78 kg   | Daniel Robin     | Guram Sagaradze    | Tatsuo Sasaki      |
| do 87 kg   | Boris Gurevič    | Francisc Balla     | Jigjidiin Mönkhbat |
| do 97 kg   | Ahmet Ayık       | Shota Lomidze      | Said Mustafov      |
| nad +97 kg | Alexandr Medveď  | Osman Duraliev     | Larry Kristoff     |

## Týmové hodnocení
| Pořadí | Muži volný styl | Muži volný styl |
| Pořadí | Tým             | Body            |
| ------ | --------------- | --------------- |
| 1      | Sovětský svaz   | 41              |
| 2      | Japonsko        | 22              |
| 3      | Írán            | 17              |
| 4      | USA             | 16.5            |
| 5      | Bulharsko       | 15              |
| 6      | Turecko         | 14.5            |